# 다루드
빌레 비르타넨(Ville Virtanen, 1975년 7월 17일 ~ )은 다루드(Darude)라는 이름으로 잘 알려진 핀란드의 음악 프로듀서이자 디스크자키이다.